# Radjinder
Radjinder is een Nederlandse popartiest en een independent popproject, opgericht in 2002 door zanger/componist Erwin Radjinder (een pseudoniem van Erwin Radjinder Angad-Gaur). Het project nam door de jaren heen verschillende gedaanten aan.

## Biografie
Nadat Erwin Radjinder in 2002 het eerste Radjinder-album, Just another millionaire, uitbracht als solo-project, richtte hij de band Radjinder op. In eerste instantie bestond de band uit Erwin Radjinder (zang), Rakendra Smit (bass), Joey van den Boom (keyboards), Matthijs de Ridder (drums), David van den Boogaard (gitaar) en Olivier Beekman (gitaar). De band legde zich toe op het genre retropop/retrorock, een popgenre dat teruggrijpt naar de pop/rockmuziek van de jaren 70 en 80.
Van het eerste album kwamen in 2002-2003 drie singles uit: "Early in the morning"/"X-mas at all" (november 2002), "So ambitious for a juvenile" (eind april 2003) en "Nice & easy" (september 2003). "Nice & easy" behaalde daarbij een kleine hitnotering (#91) in de Mega Top 100. Het album en de daarvan getrokken singles werden positief ontvangen door de muziekpers en kregen brede airplay, waaronder een optreden bij TROS Muziekcafé (Radio 2). Eind 2003 verliet gitarist David van den Boogaard de band. 
In 2004 ging de band de studio in voor de opname van nieuw materiaal met bijbehorende videoclips, die in maart 2005 uitkwamen op de dvd Homogenous. De dvd bevatte zowel materiaal van het eerste album als nieuw materiaal dat tevens bestemd was voor  de aangekondigde tweede cd van de band. Gitarist Olivier Beekman verliet dat jaar de band en werd vervangen door Martijn Teuchies.
Gedurende 2006 werkte de band aan het nieuwe album en studeerden gitarist Martijn Teuchies en drummer Matthijs de Ridder af aan het Rotterdams Conservatorium. In 2007 verschenen achtereenvolgens de single “Love is not enough” (april) en het album “The World” (mei). Eind september volgde de tweede single “Little girl crying”. In 2008 verscheen, vooruitlopend op de introductie van het rookverbod in de Nederlandse en Duitse horeca, de single "The last cigarette". Hierna nam de band een pauze voor onbepaalde tijd.
In 2024 kondigde Radjinder nieuwe nummers en opnamen aan, gepland voor release in 2025 en 2026. In de aanloop daar naartoe verscheen november 2024 een geremasterde en ge-edite versie van het debuutalbum als Just Another Millionaire - Re-edited & Remastered op alle streamingservices. Deze geremasterde versie van het album wordt gevolgd door diverse niet eerder (op streamingdiensten) uitgebrachte, geremixte of geremasterde singles.

## Discografie
- cd-album: Just another millionaire - oktober 2002
- cd-single: X'mas at all/ Early in the morning (dubbele A-kant) - november 2002
- cd-single: So ambitious for a Juvenile - april 2003
- cd-single: Nice & Easy - september 2003
- cd-single: Plastic World - januari 2005
- dvd: Homogenous - maart 2005
- cd-single: Jules & Romeo - mei 2005
- cd-single: Love is not enough - april 2007
- cd-album: The World - mei 2007
- cd-single: Little girl crying - september 2007
- cd-single: The last cigarette - maart/april 2008
- album: Just Another Millionaire - Re-edited & Remastered - november 2024
- single: Xmas at all - november 2024
- single: Early in the Morning (Early in the Morning (Radio Edit) & Just Don't Know (guitar version)) - februari 2025
- single: So Ambitious for a Juvenile (So Ambitious for a Juvenile (Radio Mix), Nice & Easy (Radio Edit), Just Another Millionaire (Radio Edit)) - maart 2025
- single: Jules & Romeo (Radio mix) - mei 2025